# Княжин
Княжин (укр. Княжин) — село на Украине, находится в Чудновском районе Житомирской области.
Код КОАТУУ — 1825888202. Население по переписи 2001 года составляет 342 человека. Почтовый индекс — 13223. Телефонный код — 4139. Занимает площадь 1,464 км².

## Адрес местного совета
13223, Житомирская область, Чудновский р-н, с.Турчиновка, ул.Котовского, 1